# Лог при Жужемберку
Лог при Жужемберк (словен. Log pri Žužemberku) је насељено место у општини Требње, регија Југоисточна Словенија, Словенија.

## Историја
До територијалне реорганизације у Словенији био је у саставу старе општине Требње.

## Становништво
У попису становништва из 2011. године, Лог при Жужемберку је имао 20 становника.
| Број становника према пописима | Број становника према пописима | Број становника према пописима |
| ------------------------------ | ------------------------------ | ------------------------------ |
| 1991                           | 2002                           | 2011                           |
| 10                             | 9                              | 20                             |

Напомена: До 1953. исказивано под именом Лог.